# Antonio Marino
brasão
Antonio Marino (Buenos Aires, 13 de março de 1942) é um clérigo argentino e bispo católico romano emérito de Mar del Plata.
Antonio Marino foi ordenado sacerdote em 12 de novembro de 1971.
Em 11 de abril de 2003, o Papa João Paulo II o nomeou bispo titular de Basti e bispo auxiliar em La Plata. Foi ordenado bispo pelo Arcebispo de La Plata, Héctor Rubén Aguer, em 31 de maio do mesmo ano; Os co-consagradores foram Estanislao Esteban Karlic, Arcebispo do Paraná, e Mario José Serra, Bispo Auxiliar de Buenos Aires.
Em 6 de abril de 2011, o Papa Bento XVI o nomeou ao Bispo de Mar del Plata. A inauguração cerimonial (entronização) ocorreu em 4 de junho do mesmo ano.
O Papa Francisco aceitou sua aposentadoria em 18 de julho de 2017.